# Heuliez Bus
Heuliez Bus je francouzská společnost, která byla založena v roce 1979. Je dceřinou společností Iveco a specializuje se na výrobu autobusů.
Mezi lety 1976 a 2013 Heuliez Bus vyrobil 16 690 autobusů.

## Historie
Společnost Heuliez Bus roce 1991 koupily společnosti Renault a Volvo, v roce 1998 byl Renault jediným akcionářem. V následujícím roce byla společnost začleněna do nově založené společnosti Irisbus, jejímiž akcionáři byly Renault a Iveco. Od roku 2003 Iveco vlastní 100 % akcií společností Irisbus a Heuliez Bus. V roce 2011 se Iveco a Heuliez Bus staly součástí skupiny Fiat Industrial. Od roku 2013 tyto společnosti vlastní CNH Industrial.
Od roku 2020 Heuliez vyrábí pouze elektrobusy.